# لغة البرمجة المرئية من مايكروسوفت
لغة البرمجة المرئية من شركة مايكروسوفت Microsoft ، أو MVPL ، هي لغة برمجة مرئية ولغة تدفق البيانات والتي تم تطويرها بواسطة شركة مايكروسوفت للعمل مع برنامج Microsoft Robotics Studio.
يتم تمييز لغة البرمجة المرئية من مايكروسوفت MVPL عن لغات برمجة مايكروسوفت الأخرى مثل Visual Basic و C # ، لأنهاid الوحيدة التي تعد لغة برمجة مرئية حقيقية.
ولقد استخدمت Microsoft المصطلح «مرئي» في منتجاتها البرمجية السابقة لتعكس أنه يمكن إجراء قدر كبير من التطوير في هذه اللغات من خلال «السحب والإفلات» بطريقة wysiwyg التقليدية.